# Neuburger Wald
Der Neuburger Wald ist ein großteils bewaldeter Höhenzug und Naturraum in Niederbayern im Landkreis Passau sowie in der kreisfreien Stadt Passau. Er ist benannt nach der im Osten liegenden Gemeinde Neuburg am Inn.

## Geographie
Der Neuburger Wald ist eigentlich ein die Donau überschreitender Ausläufer des Bayerischen Waldes und bildet somit eine Randzone der Böhmischen Masse. Er erstreckt sich südlich der Donau vom unteren Vilstal bei Vilshofen bis zum unteren Inntal bei Passau, und im Südosten bis Neuburg am Inn über fast 30 km. Im Norden liegt der Steilhang der Löwenwand bei Seestetten (südliches rechtes Steilufer der Donau). Die Breite beträgt durchschnittlich knapp sieben Kilometer. Der Neuburger Wald umfasst eine Fläche von 186 Quadratkilometer. Auf österreichischem Staatsgebiet östlich des Inns bildet der Sauwald seine Fortsetzung. Diesen eingerechnet, hat sich die Donau insgesamt über eine Länge von 70 km durch die Ausläufer des Bayerischen Waldes gegraben.
Der Neuburger Wald gliedert sich in drei Hauptabsätze: Im engeren Sinn wird nur das östliche Drittel dieses Gebiets als Neuburger Wald bezeichnet, mit einer Fläche von rund 60 km². Der zentrale Teil der naturräumlichen Einheit heißt Hochbuchet, während der westliche Teil, westlich des Laufenbachs, zwischen Hochbuchet und Vilstal, keinen besonderen Namen trägt. Auch die Alkofener Höhen links der Vils werden noch zur naturräumlichen Einheit des Neuburger Waldes gerechnet.
Der Neuburger Wald befindet sich zum größten Teil auf dem Gebiet der Gemeinden Fürstenzell und dem namensgebenden Neuburg am Inn sowie der südlichen Passauer Stadtteile Heining (dort befindet sich die Löwenwand), Haidenhof Nord und Haidenhof Süd. Er ragt mit seinem nordwestlichen Teil westlich des Lauterbachs noch in das Gebiet der Stadt Vilshofen hinein (beim Ortsteil Seestetten: Seestettner Holz mit dem 390 Meter hohen Hirschenberg).
Bei einer Höhenlage von durchschnittlich 400 bis 475 Metern erreicht er in der Platte mit 499 Metern seine größte Höhe. Diese ist eine flache Kuppe beim Ortsteil Altenmarkt der Gemeinde Fürstenzell bei 48° 33′ 10″ N, 13° 20′ 48″ O. Auf der Platte befindet sich ein Wasserturm. Die zweithöchste Erhebung ist mit 498 Metern nur unwesentlich niedriger; sie befindet sich in der Hochgasse (Waldgebiet) an der Kreisstraße PA11 beim Weiler Haunreut, einem Ortsteil von Fürstenzell, bei 48° 33′ 7″ N, 13° 18′ 55″ O.
Der Neuburger Wald ist aus Granit und Gneisen aufgebaut. Besonders an der Nord- und Südwestabdachung wird er in mächtige pliozäne und pleistozäne Schotter eingebettet.

## Geschichte

### Mittelalter
Der größte Teil des Neuburger Waldes war seit Karl dem Großen Königsgut. 887 erhielt der Bischof von Passau die Hoheitsrechte verliehen, danach waren die Grafen von Formbach und die Grafen von Andechs im Besitz des Waldes. 1248 übernahm das Herzogtum Bayern das Gebiet.
Bereits im Mittelalter war der Passauerwald oder Passauer Hart, ab 1208 Neuburger Wald ein Wildbannforst. Vor allem aus jagdlichen Gründen wurde zur Fütterung des Wildes auf die Erhaltung fruchttragender Baumarten („arbores fructiferae“) wie Rotbuche, Stieleiche, Schlehe oder Wildobst geachtet. Das Kloster Vornbach gewährte für geleistete Dienste ein Nutzungsrecht, das lange Zeit wegen der geringen Besiedelung wenig bedeutsam war. Um 1470 wurde im Neuburger Wald der letzte bayerische Auerochse geschossen.

### 17. und 18. Jahrhundert
Jahrhundertelang war der Wald im Besitz der Grafschaft Neuburg, deren Herren rasch wechselten. Lange stand allein die Hege des jagdbaren Wildes im Mittelpunkt mit den entsprechenden Wildschäden als Folge, von denen besonders die Bauern betroffen waren. Im 17. Jahrhundert begann die Bedeutung der Holznutzung zu steigen.
1730 wurde die Grafschaft Neuburg unter Bischof Joseph Dominikus von Lamberg vom Hochstift Passau erworben. Der Wald diente nun dem Passauer Fürstbischof als Jagdgebiet. In der Hochfürstlichen Passauischen Forstordnung vom 18. Juni 1776 erließ Fürstbischof Leopold Ernst von Firmian strenge Regeln für die Waldnutzung, um eine Übernutzung zu verhindern.

### 19. Jahrhundert
Durch die Säkularisation in Bayern wurde der Neuburger Wald 1803 Staatsforst. Als Entschädigung für die nun untersagte Weide-, Streu- und Holznutzung gab der Staat besonders im Süd- und Westteil über 500 Hektar Wald an die umliegenden Berechtigten ab. Diese rodeten den größten Teil und verwandelten ihn in Ackerland.
Damit war der verbliebene Wald frei von den bisherigen Forstrechtbelastungen. Von 1835 bis 1851 war Forstmann Johann Ludwig Winneberger (1794–1860) für den Neuburger Wald verantwortlich. Er ließ 294 Hektar durch Übernutzung geschädigte Flächen mit Eichen und anderen Laubbäumen aufforsten. Bis heute existieren alte Eichenbestände als Folge dieser Aktion. Der berühmteste Wilderer im Neuburger Wald war der als „neuer Bayerischer Hiasl“ bezeichnete Sepp Sattler aus Deichselberg, der am 2. April 1878 bei einem Schusswechsel mit der Gendarmerie in Brauchsdorf erschossen wurde.

### Das 20. Jahrhundert
Das gesamte 19. Jahrhundert wurde die Eiche im Neuburger Wald bevorzugt. Erst ab 1900 breitete sich auf der Grundlage der Bodenreinertragslehre der Anbau der Fichte aus. Besonders im Norden wurde der Fichtenanbau großflächig betrieben. 1973 wurde der gesamte Neuburger Wald dem Forstamt Griesbach im Rottal zugeordnet. Einen beträchtlichen Eingriff brachte ab 1976 der Bau der Trasse für die Autobahn A 3, die seitdem das Gebiet durchquert. 1979 entstanden die Naturwaldreservate Habichtsbaum, Hecke und Leitenwies.

## Gegenwart
Der größere Teil des Neuburger Waldes (3.800 Hektar) wird seit der Forstreform 2005 von den Bayerischen Staatsforsten betreut. Im Osten liegt das FFH-Gebiet 7446-37 Östlicher Neuburger Wald und Innleiten bis Vornbach, das sich südlich von Passau entlang des Inns erstreckt. Etwa 25 % des Neuburger Waldes sind als FFH-Gebiet ausgewiesen. 1383,8 ha gehören zum Landschaftsschutzgebiet Vornbacher Enge, weiter nördlich bei Passau liegt das 104,4 ha große Landschaftsschutzgebiet Kohlbruck. Ein seltener Brutvogel im Gebiet ist der Schwarzstorch.

## Nachweise
1. ↑  Bundesamt für Naturschutz: Landschaftssteckbrief 40802 Neuburger Wald (Seite nicht mehr abrufbar, festgestellt im Mai 2019. Suche in Webarchiven)  Info: Der Link wurde automatisch als defekt markiert. Bitte prüfe den Link gemäß Anleitung und entferne dann diesen Hinweis.
2. ↑  Passauer Land, hrsg. vom Haus der Bayerischen geschichte, Augsburg 2009 (Edition Bayern 1), Verlag Friedrich Pustet
3. 1 2  Felix Mader: Die Kunstdenkmäler von Bayern. Bezirksamt Passau. Oldenbourg, 1920, Seite 2 eingeschränkte Vorschau in der Google-Buchsuche
4. ↑  Ulrich Pietrusky, Donatus Moosauer, Günther Michler: Niederbayern – im Fluge neu entdeckt. Eine Landeskunde in 103 farbigen Luftaufnahmen, Verlag Morsak Grafenau, 2. Aufl. 1982, ISBN 3-87553-135-3, S. 36: „Der Neuburger Wald umfaßt ein Areal von etwa 6000 ha, wovon vor 100 Jahren noch ein Drittel Bauernwald war.“
5. ↑  Ulrich Pietrusky, Donatus Moosauer: Der Bayerische Wald – im Fluge neu entdeckt. Eine Landeskunde mit 116 farbigen und sechs schwarz-weißen Luftaufnahmen, Verlag Morsak Grafenau, 1985, ISBN 3-87553-228-7, S. 274: „Gneis und Granit der Alkofner Höhen treten aber nur selten an die Oberfläche und sind durch tertiäre Sedimente und Lößlehm verhüllt.“
6. ↑  Fritsch Wanderkarte, 8. Aufl.: "Bayerischer Wald" mit Eintragungen Naturpark Bayerischer Wald und Nationalpark, Maßstab 1:100.000.
7. ↑  Wildnis-Literatur. In: waldwildnis.de. Archiviert vom Original (nicht mehr online verfügbar) am 1. März 2012; abgerufen am 30. Dezember 2014.  Info: Der Archivlink wurde automatisch eingesetzt und noch nicht geprüft. Bitte prüfe Original- und Archivlink gemäß Anleitung und entferne dann diesen Hinweis.
8. ↑  Alfred Schwarzmaier: Der Sattler Sepp von Deichselberg. Vom Leben und Sterben des berüchtigsten Wilderers unserer niederbayerischen Heimat, Verlag Attenkofer Straubing, 2015, ISBN 978-3-942742-60-3